# Gablenz
Gablenz är en kommun och ort i Landkreis Görlitz i förbundslandet Sachsen i Tyskland. Kommunen har cirka 1 600 invånare.
Staden ingår i förvaltningsområdet Bad Muskau tillsammans med staden Muskau.